# Filip Müller
Filip Müller (Sereď, 3 de gener de 1922 – Mannheim, 9 de novembre de 2013) va ser un escriptor eslovac jueu supervivent de l'Holocaust i Sonderkommando a Auschwitz, el camp de concentració nazi més gran durant la Segona Guerra Mundial, on va presenciar la mort de desenes de milers de persones.

## Auschwitz

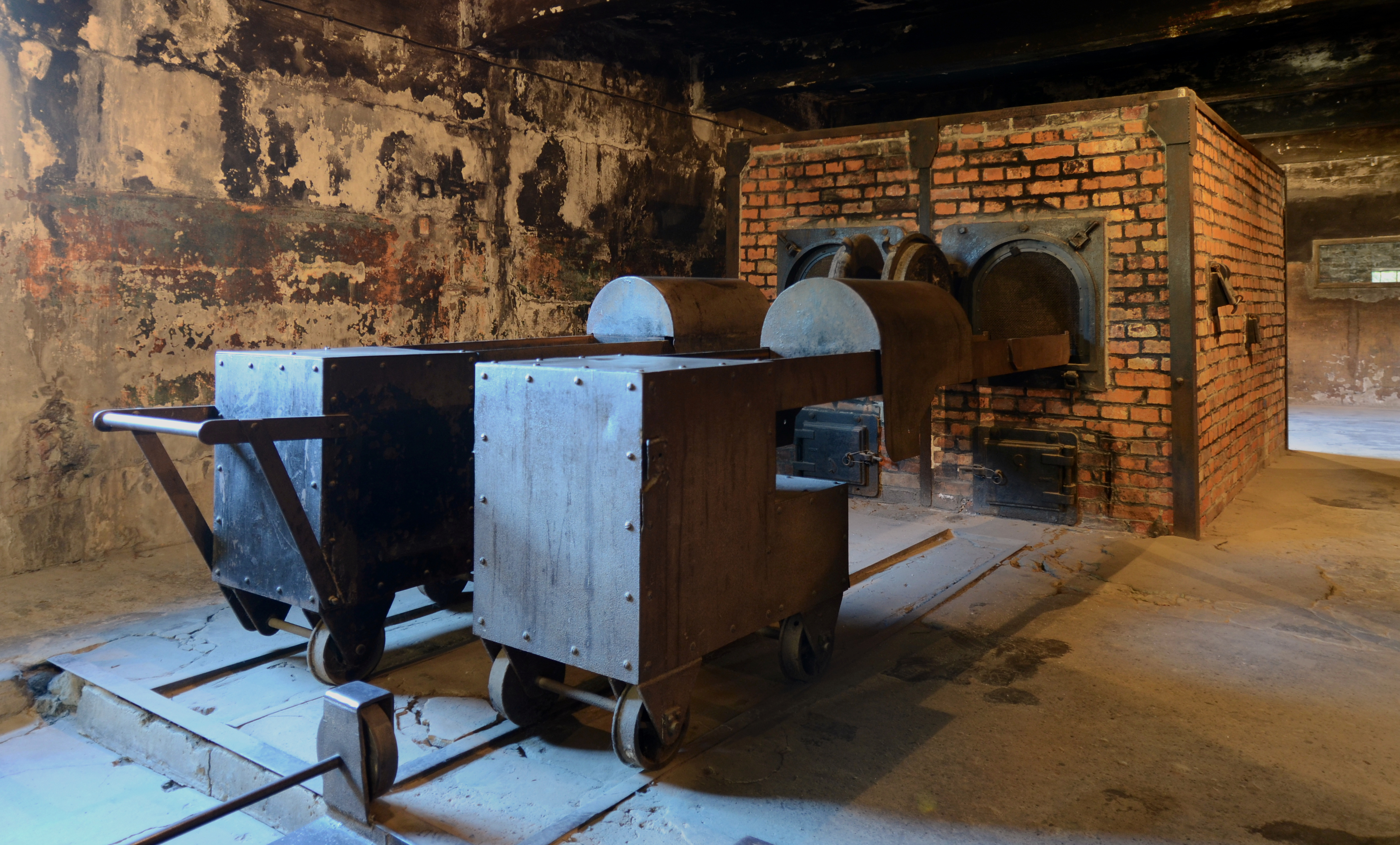
Crematori d'Auschwitz

L'abril de 1942 va ser enviat en un dels primers transports de l'Holocaust al camp d'Auschwitz II, on se li va donar el número de presoner 29236. A partir d'aleshores va ser destinat al Sonderkommando per tal de treballar en la construcció dels crematoris i la instal·lació de cambres de gas.
Un cop acabats els crematoris, va ser assignat a una unitat de Sonderkommando encarregada de gestionar la instal·lació mortuòria, segons ell, l'única raó per la qual els alemanys el van mantenir en vida. La seva unitat s'encarregava de reunir-se amb els homes, dones i infants nouvinguts a la zona on els feien despullar, just fora de les cambres de gas, al soterrani dels crematoris. Va reconèixer que deia als nouvinguts aterrits que estaven en un lloc segur. Una vegada que els oficials de la Schutzstaffel (SS) donaven l'ordre, les víctimes nues eren conduïdes a les cambres de gas, on eren gasejades amb el verí de cianur Zyklon B.
Després de la mort de les víctimes, la seva unitat s'encarregava de retirar els cadàvers i agrupar-los per mida i teixit gras per facilitar-ne l'eliminació als crematoris. La roba de les víctimes era recollida i desinfectada, i tots els objectes de valor lliurats als oficials de la SS, alguns dels quals s'embutxacaven els presos del Sonderkommando amb finalitats d'intercanvi.

### Supervivència
Les unitats del Sonderkommando van ser assassinades periòdicament per a erradicar testimonis, però Müller va aconseguir sobreviure a Auschwitz durant més de dos anys. Finalment, va decidir acabar amb la seva vida unint-se a un grup de la primera liquidació a les cambres de gas del camp familiar de Theresienstadt. Mentre esperava el seu destí, una noia que el va reconèixer es va acostar a ell i li va dir:
| « | Entenem que haguis escollit morir amb nosaltres per voluntat pròpia, i hem vingut a dir-te que creiem que la teva decisió no té sentit: perquè no ajuda ningú […] Hem de morir, però encara tens un oportunitat de salvar la teva vida. Has de tornar al campament i explicar a tothom les nostres últimes hores. Els has d'explicar que s'han d'alliberar de qualsevol il·lusió. Haurien de lluitar, això és millor que morir aquí impotent. Els serà més fàcil, ja que no tenen fills. Pel que fa a tu, potser sobreviuràs a aquesta terrible tragèdia i llavors hauràs d'explicar a tothom el que t'ha passat. | » |

Müller va arribar a creure que tenia el deure de mantenir-se amb vida per poder unir-se a altres supervivents i convertir-se en un testimoni viu dels horrors de l'Holocaust. Va romandre a Auschwitz fins al gener de 1945, quan el camp va ser evacuat abans de l'arribada de l'Exèrcit Roig. Després d'una marxa de la mort a Alemanya, va ser alliberat del subcamp de Gunskirchen, a Mauthausen-Gusen, el maig de 1945.

### Testimoni

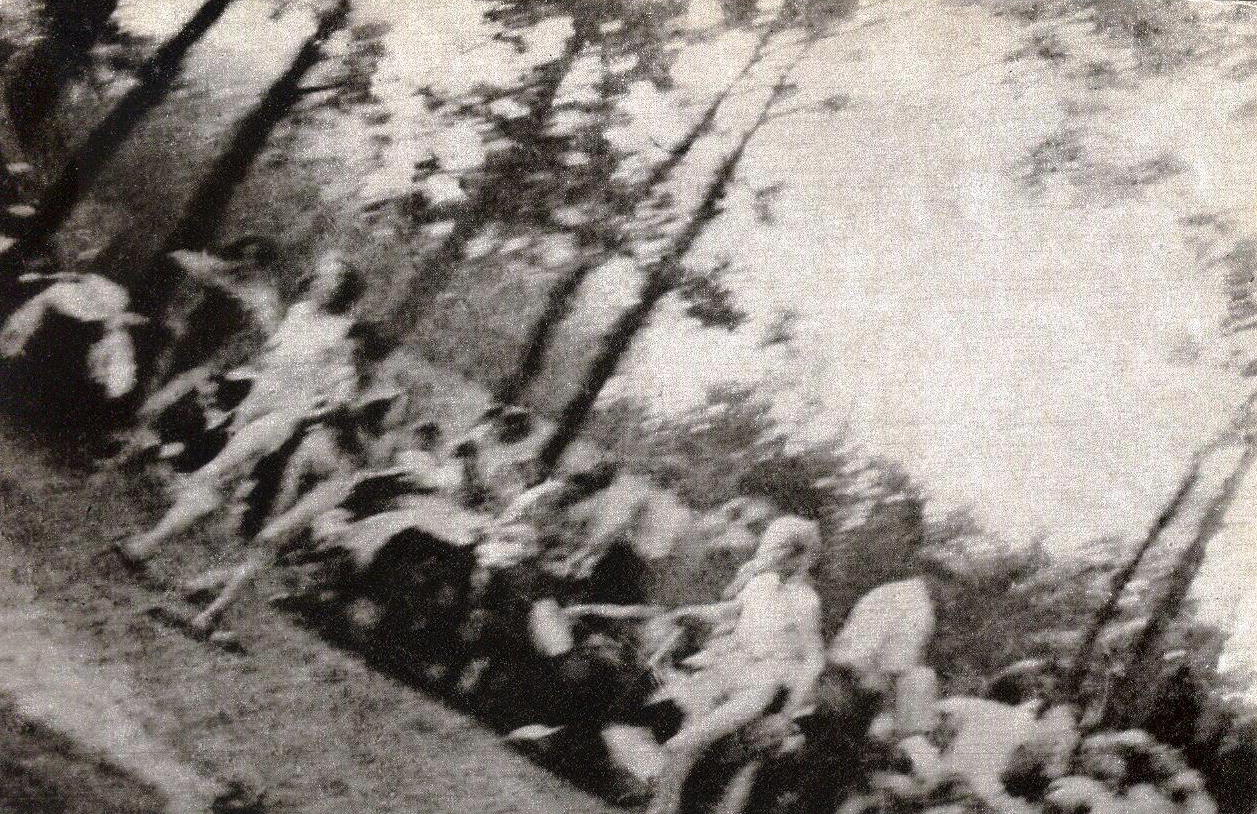
Una de les quatre fotografies del Sonderkommando fetes a Auschwitz

Müller va declarar per primera vegada durant la seva recuperació a l'hospital. La seva declaració es va publicar originalment en una obscura col·lecció txeca, però es va reimprimir al llibre de 1966 The Death Factory, escrit per uns altres dos supervivents de l'Holocaust, Erich Kulka i Ota Kraus. Müller va declarar al segon judici de Frankfurt Auschwitz el 1964.
Va afirmar que, l'estiu de 1942, va ser traslladat del Sonderkommando del Crematori U, on va passar sis setmanes, al subcamp de Monowitz. Aquesta instal·lació es trobava a 7 quilòmetres del principal lloc d'Auschwitz i es tractava d'un camp de treball dirigit per l'empresa alemanya IG Farben en el qual no hi havia crematoris. Durant la resta del seu empresonament a Auschwitz, va treballar principalment a Birkenau, on es trobaven els crematoris principals.
Després de 1969, va viure al Bloc Occidental i, el 9 de novembre de 2013, va morir a la ciutat alemanya de Mannheim, als 91 anys.

### Obres
- Sonderbehandlung. Drei Jahre in den Krematorien und Gaskammern von Auschwitz (en alemany).  Múnic: Steinhausen, 1979. ISBN 978-38-20534-64-1.
- Auschwitz Inferno. The testimony of a Sonderkommando (en anglès).  Londres: Routledge & Kegan Paul, 1979. ISBN 978-07-10001-38-2.
- Eyewitness Auschwitz. Three years in the gas chambers (en anglès).  Ciutat de Nova York: Stein & Day, 1979. ISBN 978-08-12860-84-9.
- Eyewitness Auschwitz. Three years in the gas chambers (en anglès).  Chicago: Ivan R. Dee, 1999. ISBN 978-15-66632-71-3.
- Trois ans dans une chambre a gaz (en francès).  París: Pygmalion-Gérard Watelet, 1980. ISBN 978-28-57040-78-1.
- Tres años en las cámaras de gas (en castellà).  Madrid: Confluencias, 2016. ISBN 978-84-94585-33-3.
- Sonderbehandlung – neboli zvláštní zacházení. Tři roky v osvětimských krematoriích a plynových komorách (en txec).  Praga: Rybka, 2018. ISBN 978-80-87950-50-0.
- Sonderbehandlung alebo zvláštne zaobchádzanie. Tri roky v osvienčimských krematóriách a plynových komorách (en eslovac).  Bratislava: Marencin, 2018. ISBN 978-80-569-0230-1.